# Протиракетна оборона
Протираке́тна оборо́на (ПРО) — сукупність заходів розвідувального, радіотехнічного та вогневого характеру, призначена для захисту (оборони) охоронюваних об'єктів від ракетної зброї. Протиракетна оборона дуже тісно пов'язана з протиповітряною обороною, тож часто здійснюється одними і тими ж комплексами.
Іншими словами, протиракетна оборона — це система, зброя або технологія, що використовується для виявлення, відстеження, перехоплення і знищення ракет нападника.
Протиракетна оборона охоплює: протидію ракетній загрозі будь-якого виду і всі засоби стосовно цього (разом з установками ППО проти крилатих ракет, активним захистом танків, воєнною розвідкою тощо). Однак на побутовому рівні, говорячи про ПРО, зазвичай мають на увазі «стратегічну ПРО» — захист від балістичних ракет як складової стратегічних ядерних сил (МБР і БРПЧ).
Говорячи про протиракетну оборону, можна вирізнити самозахист від ракет, тактичну і стратегічну ПРО.
Протиракетна оборона спирається на складний набір сучасних давачів попередження, які виявляють цілі, зокрема ракети, й дозволяють їх перехопити. Ці давачі і ракети контролюються системами командування та керування, котрі визначають вищість загроз і забезпечують використання наявних систем зброї.
Сполучені Штати Америки, Російська Федерація, Китайська Народна республіка, Індія, Ізраїль і Франція, розробили такі системи протиповітряної оборони. У Сполучених Штатах до прикладу, відповідальність за протиракетну оборону спочатку несла армія США. Агентство протиракетної оборони США розробило морські системи та командно-штабні можливості, які надалі буде передано військово-морським і військово-повітряним силам для використання та підтримання безпеки.

## Загальне
Основними ракетними загрозами, від яких мали на меті захищати системи протиракетної оборони, допіру у світі були балістичні ракети, але останнім часом (2020-і) все більша увага приділяється також захисту від інших типів ракет.
На думку експертів, зокрема бригадного генерала Урмаса Роосімягі, котрий очолював дивізію протиповітряної оборони С-300 колишнього Радянського Союзу: «Питання протиповітряної оборони та протиракетної оборони були цілком занедбані протягом останніх 30 років», тож наголосив він, напевно радіолокаційна система протиповітряної оборони Польщі в той час не працювала, коли 15 листопада 2022 року (під час російської навали на Україну) в їхню територію влучила ракета і вбила двох людей.
Протиракетний захист, це продовження протиповітряної оборони, але звичайні системи ППО не зовсім придатні для збиття балістичних ракет, оскільки їхня швидкість і висота польоту набагато вища ніж у літаків (9 000 — 25 000 км/год, проти 2 500 км/год; 20-100 — 400 км, проти 15 км — стеля; для прикладу ракети українського ракетного комплексу Вільха, піднімаються вище 30 км), а до того-ж системи ПРО від боєголовок міжконтинентальних балістичних ракет які літають високо над атмосферою, погано підходять для протидії крилатим ракетам, котрі пересуваються зі швидкістю меншою 1000 км\год, близько до поверхні землі та часто змінюють напрямок руху чи спроможні повернути назад.
Балістичні ракети, спочатку приводяться в дію ракетними рушіями, а потім летять без двигуна параболічною траєкторією вільного падіння до своїх цілей (сучасні балістичні ракети здатні маневрувати під час зниження). Вони розподіляються за найбільшою відстанню, котру здатні подолати, яка залежить від потужності ракетних двигунів (ракет) і ваги їхнього корисного навантаження або бойової частини. Щоби збільшити дальність польоту ракети, їхні ступені розташовують один за одним у спільній послідовній будові.
Існує чотири загальні різновиди балістичних ракет:
- Балістичні ракети малого радіусу дії, що можуть подолати менше 1 000 кілометрів (приблизно 620 миль);
- Балістичні ракети середньої дальності, що летять від 1 000 до 3 000 кілометрів (у межах 620—1860 миль);
- Балістичні ракети понад-середньої дальності, котрі долають від 3 000 до 5 500 кілометрів (близько 1860-3410 миль);
- Міжконтинентальні балістичні ракети (МБР), які пролітають понад 5 500 кілометрів.

Ракети часто поділяють за видом пального: рідке або тверде. Ракети з твердим пальним потребують менше часу на технічне обслуговування та підготовку до запуску, ніж ракети з рідким пальним, оскільки тверде пальне йде з окисником разом, тоді як для ракет на рідкому пальному, їх мають тримати окремо до розгортання.
Станом на 2019 рік, тридцять одна країна світу володіла балістичними ракетами. З них лише 9 (Китай, Франція, Індія, Ізраїль, Північна Корея, Пакистан, Російська Федерація, Сполучене Королівство та Сполучені Штати) мають або підозрюються у володінні ядерною зброєю. Ці дев'ять держав та на додаток Іран, виготовили або випробували ракети з дальністю понад 1 000 кілометрів. КНР і РФ — єдині дві держави, які не є союзниками США і мають доведену здатність запускати з власних територій балістичні ракети, котрі наприклад можуть вразити континентальну частину Сполучених Штатів.
Крилаті ракети та гіперзвукові ракети — два додаткові різновиди ракетної зброї. На відміну від балістичних ракет, крилаті ракети залишаються в атмосфері протягом усього польоту. Крилаті ракети штовхаються реактивними двигунами і можуть запускатися з платформ наземного, повітряного чи морського розташування. Через постійну присутність в них пального вони більш маневрові, ніж балістичні ракети, хоча й значно повільніші за балістичні відповідники.
Наразі (2010-і) розробляються два типи гіперзвукових ракет. Перший — гіперзвуковий ширяльний апарат ГША (англ. HGV) що заноситься ракетами в космічний простір, а потім випускається для польоту до цілі у верхніх шарах атмосфери. На відміну від балістичних ракет, ракетний комплекс який планерує, летить на меншій висоті та може багаторазово змінювати намічену ціль і траєкторію під час польоту. Другий вид, це гіперзвукова крилата ракета, котра рухається протягом усього польоту за допомогою сучасних ракетних або високошвидкісних реактивних двигунів. Це — швидший різновид, відомих крилатих ракет.

## Різновиди протиракетної оборони
Протиракетну оборону можна розподілити на категорії за різними показниками: тип/дальність перехоплення ракети, ділянка траєкторії, на якій відбувається перехоплення, і область перехоплення — всередині або поза атмосферою Землі:

### Тип/дальність перехоплення ракети
Типи/діапазони є: стратегічними, театру воєнних дій і тактичними. Кожному притаманні виняткові вимоги для перехоплення, і захисна система, здатна перехоплювати один тип ракети, часто не може перехопити інші. Однак іноді можливості частково збігаються.

#### Стратегічна ПРО
Призначена для МБР дальньої дії, які рухаються зі швидкістю близько 7 км/с (25 200 км/год). Приклади задіяних на сьогодні (2020-і) систем: російська система A-135, яка захищає Москву, і система наземної оборони США, що боронить Сполучені Штати від ракет, випущених з Азії. Географічна область стратегічної оборони, може бути регіональною (російська система) або національною (система США).

#### ПРО театру воєнних дій

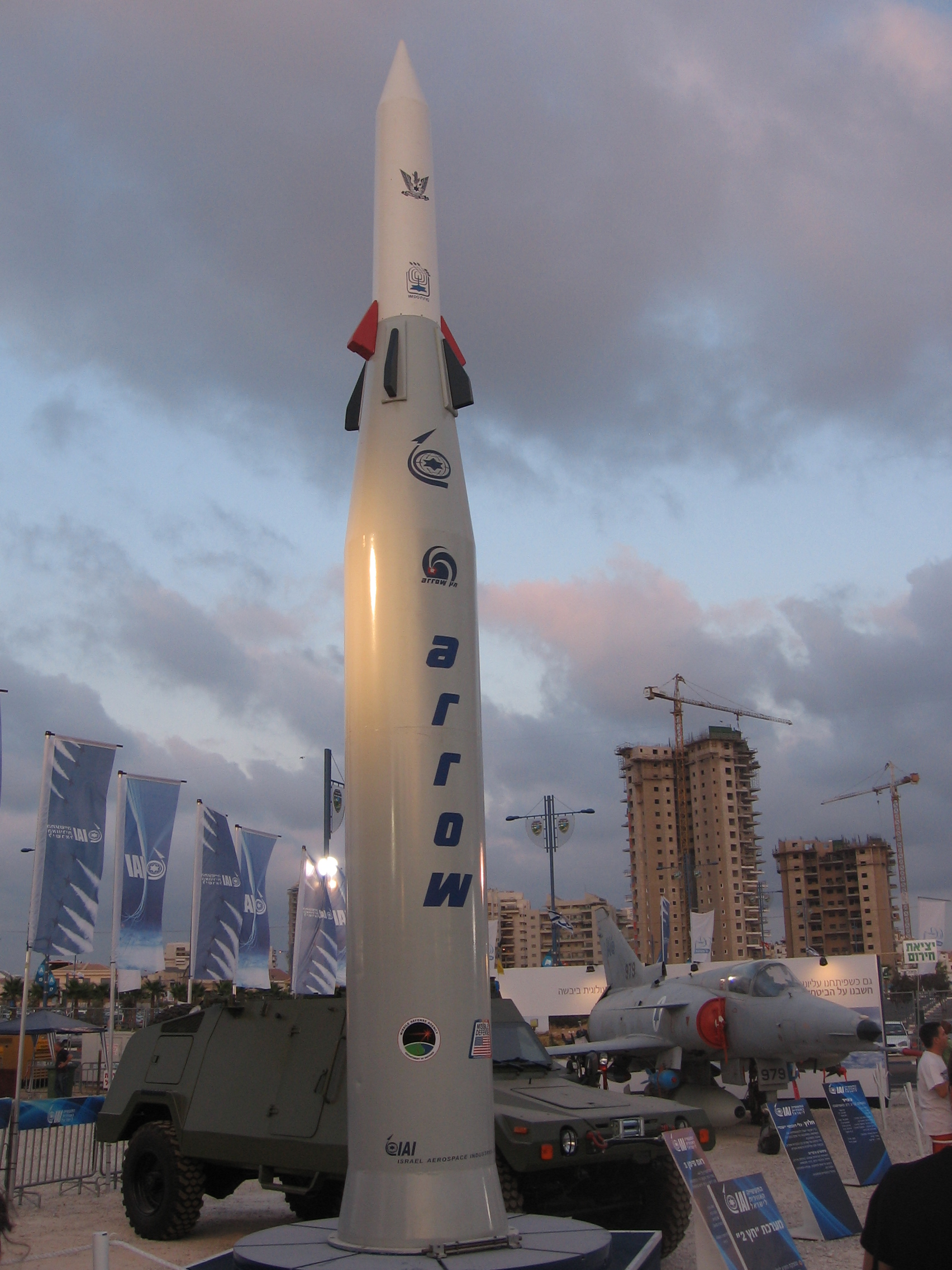
Arrow 2 — ізраїльський протиракетний комплекс

Спрямована на ракети середньої дальності, які рухаються зі швидкістю близько 3 км/с (10 800 км/год) або менше. У цьому сенсі термін «театр» означає весь охоплений регіон військових операцій, зазвичай радіусом у декілька сотень кілометрів. Діапазон захисту ПРО театру воєнних дій, здебільшого перебуває у цих межах. Прикладами розгорнутої протиракетної оборони театру воєнних дій є: ізраїльська система Arrow, американська THAAD і російська С-400.

#### Тактична ПРО
Націлюється на тактичні балістичні ракети малої дальності, які зазвичай рухаються зі швидкістю менше 1,5 км/с (5 400 км/год). Тактичні протиракетні системи (ПРО) мають невелику дальність дії, найчастіше 20–80 км. Приклади розгорнутих натепер тактичних ПРО: американська MIM-104 Patriot і радянська С-300В.

### Ділянки траєкторії
Балістичні ракети можуть бути перехоплені на трьох ділянках їхньої траєкторії: фаза здіймання, середній відрізок польоту або фаза зниження.

#### Фаза пришвидшення
Перехоплення ракети під час спалаху її ракетних двигунів, зазвичай над територією запуску (наприклад, лазерне озброєння американського літака Boeing YAL-1 [програму скасовано]).

##### Переваги
- Яскравий, гарячий вихлоп ракети полегшує виявлення і прицілювання.
- Приманки не можуть бути використані під час фази здіймання.
- На даному відрізку ракета повна пального, що робить її дуже вразливою для вибухових боєголовок.

##### Недоліки
- Важко географічно розташувати перехоплювачі для враження ракет у фазі розгону (не завжди можливо, без польоту над ворожою територією).
- Малий час для перехоплення (переважно близько 180 секунд).

#### Середній етап
Перехоплення ракети в космосі після того, як пальне ворожої ракети вигоріло (приклад: американський наземний захист середньої ланки (GMD), китайські ракети серії SC-19 і DN, ізраїльська ракета Arrow 3).

##### Переваги
- Довший час для ухвалення рішення/перехоплення (тривалість вільного польоту в космічному просторі до повторного входу в атмосферу, може становити кілька хвилин, для МБР — до 20 хвилин).
- Дуже велике географічне захисне охоплення; ймовірно — континентальне.

##### Вади
- Потрібні великі, важкі проти-балістичні ракети і складний потужний радар, який часто має доповнюватися космічними давачами.
- Треба мати справу з можливими космічними оманами/приманками.

#### Прикінцева фаза

МБР Minuteman-III (LGM-30G):
1. Запускається двигун 1-го ступеня (А) та ракета здіймається з шахтної пускової установки.
2. Приблизно через 60 секунд після запуску 1-й ступінь від'єднується, а двигун 2-го ступеня (B) запалюється. Ракетний обтічник (E) відкидається.
3. За 120 секунд після старту запускається двигун 3-го ступеня (C) та відділяється від 2-го ступеня.
4. Приблизно через 180 секунд після запуску тяга 3-го ступеня припиняється та пришвидшений літальний засіб (D) відокремлюється від ракети.
5. Розігнаний літальний апарат маневрує та готується до розгортання бойового засобу (RV).
6. Бойові частини (RV), а також приманки і алюмінієва полова (відбивачі радіохвиль радарів), розгортаються під час зниження.
7. Боєголовки та «приманки» повторно входять до атмосфери на високих швидкостях (28 200 кілометрів на годину; 7,83 км/с) і приводяться до готовності у польоті.
8. Ядерні боєголовки застосовуються, як повітряні, або наземні вибухи.

Перехоплення ракети після її повернення до атмосфери (приклади: американська система протиракетної оборони Aegis, китайська HQ-29, американська THAAD, американська Sprint, російська газель ABM-3).

##### Переваги
- Досить меншої, та легшої проти-балістичної ракети.
- Під час повторного входу не працюють приманки.
- Потрібен невеликий, менш складний радар.

##### Вади
- Дуже короткий час перехоплення, можливо, менше 30 секунд.
- Менше захисне географічне охоплення.
- Можливе покриття зони ураження небезпечними матеріалами у разі вибуху ядерної боєголовки.

### Місце перехоплення відносно атмосфери
Протиракетна оборона може здійснюватися як усередині (внутрішньо-атмосферна), так і ззовні (позаатмосферна) атмосфери Землі. Траєкторія більшості балістичних ракет проходить як усередині, так і поза атмосферою Землі, і вони можуть бути перехоплені в будь-якому місці. Є переваги і вади будь-якого способу перехоплення. Деякі ракети, такі як THAAD, можуть перехоплювати як всередині, так і поза атмосферою Землі, даючи дві можливості перехоплення.

#### У межах атмосфери
Внутрішньо-атмосферні протиракети, здебільшого, мають меншу дальність (наприклад, американська MIM-104 Patriot Indian Advanced Air Defense).

##### Переваги
- Менші за розмірами і легші.
- Зручніше переміщати та розгортати.
- Внутрішньо-атмосферне перехоплення означає, що приманки типу повітряних куль не працюватимуть.

##### Недоліки
- Обмежена площа захисту.
- Невеликий час прийняття рішення та відстеження миті входження боєголовки.

#### Позаатмосферне перехоплення
Позаатмосферні протиракети, найчастіше, мають дальший радіус дії (наприклад, американська GMD, наземного захисту середньої ланки).

##### Переваги
- Більше часу для прийняття рішень і відстеження.
- Потрібно менше ракет для захисту більшої площі.

##### Вади
- Потрібні великі/важчі ракети.
- Важче транспортувати та встановлювати, порівняно з меншими ракетами.

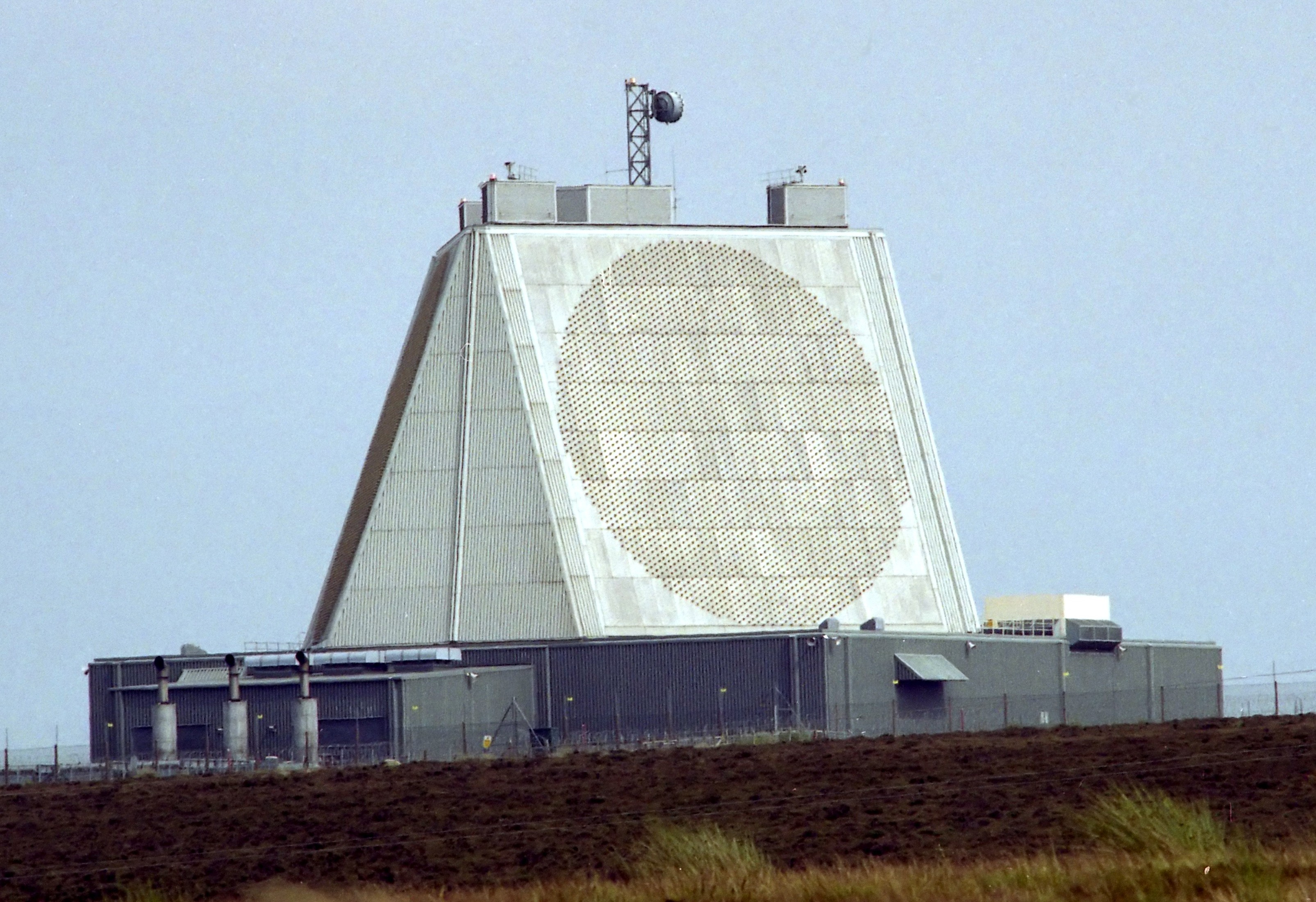
Система раннього попередження про балістичні ракети з поетапною ґраткою

- Треба мати справу з приманками.

### Боєголовка
Ракети-перехоплювачі використовують або ядерний заряд, або власну кінетичну енергію, чи інший заряд вибухової речовини.
Наприклад, американські позаатмосферні твердопаливні триступеневі ракети-перехоплювачі LIM-49A Spartan та ABM-1 Galosh, розроблені в роки холодної війни, несли мегатонну термоядерну боєголовку з підвищеним виходом наджорсткого рентгенівського випромінення. У Російській Федерації зберегли та осучаснили свої установки протиракетної оборони (А-135) навколо Москви; ракета 53Т6 (код НАТО: SH-08/ABM-3A GAZELLE), що перебуває на озброєнні з 1995 року, оснащена ядерною бойовою частиною потужністю 10 кт. Ці ракети були оновлені 2017 року і замість них, використовують неядерні кінетичні перехоплювачі для, як заявлено, зупинення будь-яких МБР, котрі загрожують.
Знищення за допомогою кінетичної енергії (відоме як «влучення на поразку») призначене для перехоплення на великій висоті, у верхніх шарах атмосфери або поза атмосферою. Точність, потрібна для спрямування перехоплювача до головної частини ракети супротивника, з якою він має зіткнутися, становить близько півметра. Прикладами цього є ракети американських систем наземного захисту середнього курсу (GMD) та кінцевої висотної зони оборони (THAAD). Ці ракети оснащені одинарною бойовою частиною (відомою як OKV «Object Kill Vehicle»). Щоби мати можливість перехоплювати кілька цілей за допомогою однієї ракети GBI, MDA розробляє боєголовку, котра розділяється (відому як MOKV «Multi-Object Kill Vehicle»), яку планується ввести в експлуатацію до 2025 року.
Здебільшого, для перехоплення великої атакувальної ракети, здійснюється запуск одразу двох протиракет.
Ракети, що здійснюють перехоплення на малій або середній висоті, зазвичай використовують заряд вибухової речовини для ураження своєї цілі, як і зенітні ракети, від яких вони найчастіше походять. Так улаштовано, наприклад, Patriot PAC-2 або С-400. Завдяки покращеним характеристикам системи наведення, Patriot PAC-3 знищує ракету супротивника прямим зіткненням (hit-to-kill); водночас протиракета несе невеликий заряд вибухової речовини, котрий розкидає металеві уламки навколо ракети, збільшуючи ймовірність руйнування.

## Контрзаходи щодо протиракетної оборони

### Приманки
Розповсюдженим контрзаходом, який застосовується атакувальною стороною для підриву дієвості систем протиракетної оборони, є одночасний запуск приманок з місця первинного запуску або з зовнішньої частини головної атакувальної ракети. Ці приманки, здебільшого, являють собою невеликі легкі підробні ракети, які використовують спосіб відстеження давачів-перехоплювачів і обманюють їх, роблячи безліч різних цілей доступними в одну мить. Це досягається шляхом випуску приманок на певних етапах польоту. Для протидії ПРО, більшість міжконтинентальних балістичних ракет мають кілька підроблених або несправжніх боєголовок. Підроблені боєголовки відокремлюються від міжконтинентальної балістичної ракети одночасно зі справжньою бойовою частиною і призначені для глушіння радара ПРО та введення його в оману, пропонуючи йому одночасно кілька подібних цілей. Оскільки предмети різної ваги перебуваючи в космосі, дотримуються тієї ж траєкторії, приманки, випущені під час проміжної фази, можуть перешкодити ракетам-перехоплювачам точно визначити бойову частину. Це може змусити систему оборони спробувати знищити всі прониклі снаряди, які приховують справжню бойову ракету і допомагають їй прослизнути крізь систему захисту.

##### Приманка-двійник

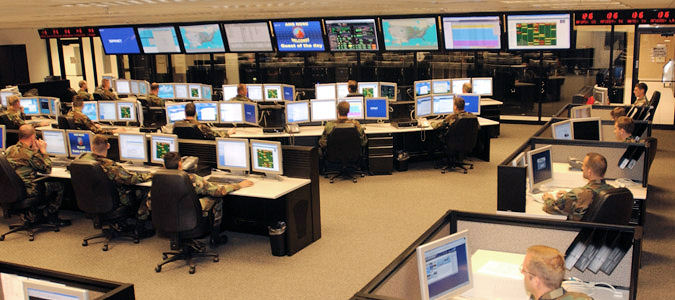
127-й ескадрон командування та керування — розподілена загальна наземна система, США

Цей різновид приманок найбільш відповідає звичному розумінню того що таке приманка для ракет. Такими видами приманок намагаються приховати атакувальні МБР шляхом випуску багатьох подібних ракет. Цей вид приманок вводить в оману систему ПРО через раптове збільшення кількості однакових цілей. З огляду на те, що жодна система захисту не є надійною на 100 %, така плутанина в наведенні протиракет, змусила б протиракетну систему націлюватися на кожну приманку з однаковим пріоритетом, ніби всі вони були дійсними боєголовками, дозволяючи справжнім боєголовкам проходити крізь захист, отже ймовірність удару по цілі різко збільшиться.

##### Приманки, з різними визначеннями
Як і для хибних двійників, у цих видах помилкових цілей також застосовується обмеження за кількістю, в системах протиракетної оборони. Однак замість того, щоби використовувати ракети подібної будови і їхнє пересування узгоджене з атакувальними боєголовками, всі ці види приманок мають ледь змінений зовнішній вигляд як одна від одної, так і від самої боєголовки. Це створює іншу плутанину в системі; замість того, щоби влаштувати становище, у якому кожна приманка (і сама боєголовка) виглядають однаково і тому всі підлягають націлюванню й обробляються так само як «справжня» боєголовка, система націлювання просто не знає, що являє собою дійсну загрозу і де саме приманка, через велику кількість різних даних. Це створює подібне становище, як і стосовно приманок двійників, збільшуючи можливість того, що справжня боєголовка пройде крізь систему захисту і вразить ціль.

##### Приманки з використанням анти-моделювання
Цей тип приманки є чи не найбільш підривним та найскладнішим для визначення системами ПРО. Замість того, щоби скористатись хибним націленням системи протиракетної оборони, цей вид приманки фактично сягає свідомості операторів ПРО. У цьому разі, щоби не застосовувати кількість одиниць, задля обдурення систем націлювання цей вид приманки маскує дійсні боєголовки як приманки, а приманки — як справжні боєголовки. Така система «анти-симуляції» дозволяє атакувальній боєголовці, у деяких випадках використовувати переваги системи «об'ємної фільтрації» певних систем ПРО (систем, у яких об'єкти з показниками, які погано відповідають тим, котрі оборона очікує щодо боєголовок, або не відстежуються сенсорними фільтрами, чи спостерігаються дуже коротко і негайно відкидаються без потреби докладного огляду) просто проходять повз непоміченими та не вважаються загрозою.

### Охолоджувальні кожухи
Ще один поширений контрзахід, використовуваний для обману систем протиракетної оборони — застосування охолоджувальних кожухів, які оточують атакувальні ракети. У цьому прикладі всю ракету охоплює сталева захисна оболонка, заповнена рідким киснем, азотом або іншими охолоджувальними рідинами, які перешкоджають легкому виявленню ракети, через те що в багатьох системах ПРО застосовуються інфрачервоні давачі для визначення тепла.

### Біологічна/хемічна зброя
Це, мабуть, найбільш жорстокий підхід щодо протидії системам протиракетної оборони, які призначені для знищення міжконтинентальних балістичних ракет та інших видів ядерної зброї. Замість використання багатьох ракет, оснащених ядерними боєголовками як основного засобу нападу, цей задум передбачає викидання біологічних або хемічних суббоєприпасів/агентів з ракети, незабаром після фази розгону атакувальної міжконтинентальної балістичної ракети. Оскільки системи протиракетної оборони призначені для знищення основних ракет нападу або міжконтинентальних балістичних ракет, ця система ураження суббоєприпасами надто численна, аби система ПРО могла захищатися, тобто хемічний або біологічний агент розподіляється великою площею атаки. Станом на 2020-і, не пропонується жодних контрзаходів проти цього виду нападу, крім як за допомогою дипломатії та дієвої заборони біологічної зброї й хемічних агентів під час війни. Однак це не убезпечує від того, що цей захід протидії системі ПРО не буде використано екстремістами/терористами. Приклад подібної серйозної загрози можна було побачити у випробуваннях Північною Кореєю міжконтинентальних балістичних ракет із сибіркою 2017 року.

### Глушники
Глушники використовують електромагнітні завади проти радара для насичення вхідних від атакувальної ракети сигналів настільки, що оператор не може розрізнити значущі дані про перебування цілі через побічний шум. Вони можуть наслідувати сигнал ракети, аби створювати несправжню ціль. Зазвичай глушники розподіляють сигнал наміченими траєкторіями руху ракети над територією противника, аби забезпечити ракеті нападу вільний шлях до передбачуваного місця ураження. Оскільки для роботи цих глушників потрібно відносно мало електроенергії й обладнання, вони зазвичай невеликі, автономні та легко розосереджені.

## Надійність ракетних систем

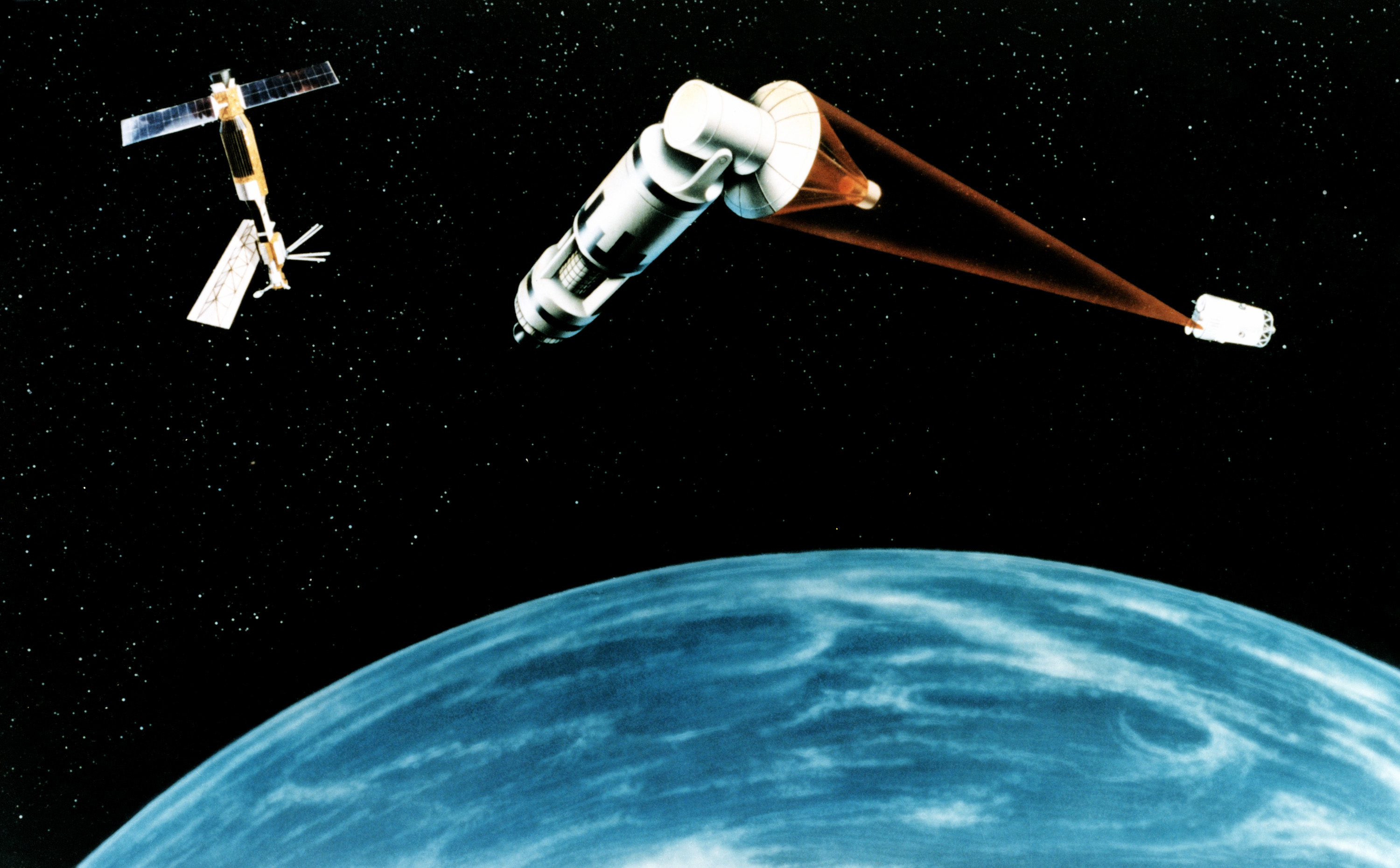
Художній задум про систему космічної лазерної супутникової оборони, як частини стратегічної оборонної ініціативи

Надійність ракетних систем у багатьох випадках виявилася дуже низькою, навіть коли вони діяли проти застарілих і пошкоджених ракет. Є лічені випадки, коли протиракетна система насправді зупинила ракету у справжньому бойовому зіткненні. З цієї причини та інших, багато фахівців вважають, що запропоновані системи проти балістичних ракет є непридатними і були б марними в ядерному конфлікті.
Дійсно, є серйозні сумніви щодо можливості створення ефективного ракетного щита. З одного боку, протиракетній системі ніколи не вдавалося збити міжконтинентальну балістичну ракету у справжньому бою, оскільки це технологічно дуже складне завдання, ще й із непередбачуваними загрозами, перевірені можливості яких можна дізнатися лише в день ймовірного нападу. З іншого боку, легко вдосконалити атакувальну зброю та її тактику, зі значно нижчими витратами, задля більшого перешкоджання її перехоплення.
Поєднана дія всіх вище перелічених способів і інших, більш утаємничених методик, призводить до непереборних перешкод для протиракетних систем сучасності (2010-і роки) та найближчого майбутнього. Взагалі вважається, що ракетні системи теперішнього й недалекого прийдешнього, зможуть збити лише зброю невмілих нападників.

## Комплексне стратегічне бачення протиракетної оборони в США
Здебільшого, системи протиракетної оборони США були призначені для захисту від балістичних ракет. Проте в «Огляді протиракетної оборони» адміністрації Трампа за 2019 рік дуже чітко наголошується, що Сполучені Штати шукатимуть способи захисту від небалістичних ракет.
Активна протиракетна оборона шляхом знищення ракет у польоті — лише одна зі складових всеосяжної й об'єднаної протиракетної оборони. Загалом, це охоплює набір стратегій, планів і додаткових засобів: запобіжне знищення наступальних ракетних систем, виведення з ладу цих систем через знешкодження їхніх засобів виявлення та керування, а також пасивний захист для обмеження шкоди, що завдається ворожими ракетними атаками.
Американська стратегія боротьби зі зброєю масового знищення та балістичними ракетами загалом заснована на наступальній складовій, яка потенційно розширює застосування ядерної зброї.
Дійсна ефективність протиракетних систем залишається в 2010-х роках предметом обговорень. Багато систем були занедбані, так і не дійшовши до стадії використання. Водночас залишається непевність стосовно дієвості у справжніх бойових умовах протиракетних комплексів, історії випробувань яких відкриті для обговорення й які ще жодного разу не застосовувалися в оперативному режимі у значних обсягах. За останні 30 років Сполучені Штати витратили 200 мільярдів доларів на протиракетну оборону; бюджет на 2018 рік було підвищено президентом Трампом з 10 до 14 мільярдів, що свідчить про волю американського керівництва до подальшого нарощування зусиль у цій галузі, натомість показники успішності ракет, запущених у ході випробувань, показують середню ефективність. Наприклад, з 18 випробувань ракети GBI для захисту від міжконтинентальних балістичних ракет (МБР), 8 були невдалими з імовірністю успіху 56 %, а з трьох останніх випробувань ракети SM-3 Blk IIA — два невдалі.

### Захист проти крилатих ракет
Передбачається, що крилаті ракети (КР) можуть бути застосовані для нападу на Сполучені Штати. Супротивниками, які здатні здійснити такі атаки, можуть бути недержавні групи (зокрема терористи), які могли б отримати невелику кількість ракет, або «рівні держави» (держави зі значними передовими військами), здатні виконувати набагато потужніші атаки.
Захиститись від крилатих ракет складно, через те що вони можуть літати низько, щоби не бути виявленими радаром, та можуть бути запрограмовані на пошук непередбачених шляхів до своєї цілі.
Системи ПРО, які американські військові розгорнули для захисту Сполучених Штатів від боєголовок балістичних ракет, котрі літають високо над атмосферою, погано підходять для протидії крилатим ракетам, що літають близько до поверхні землі.
Для перехоплювачів, показові архітектури проти КР передбачають:
- зенітні ракети великої дальності (LR-SAM);

- винищувачі на бойовому чергуванні на аеродромах країни.

Водночас Управління Конгресу США (УКБ) не розглядало інфрачервоні давачі або нові типи зброї, як-от лазери чи іншу зброю спрямованої енергії, через те що ці системи, ймовірно, будуть мати дальність дії, яка надто невелика для створення загального захисту проти КР.
Експлуатаційні чинники також здатні перешкоджати обороні. Оскільки дуже багато цивільних літаків літають у повітряному просторі США, цілі мають бути точно визначені як загрози, перш ніж протиракетна оборона зможе знешкодити їх. Проте є дуже мало доступного часу для захисту проти крилатих ракет, тому будь-яка затримка в досягненні точного визначення загрози суттєво зашкодить дієвості захисту, і навіть передовим системам керування боєм може бути важко відповідати вчасно. Крім того, супротивники можуть запускати багато КР (атака насичення), щоби подолати оборону в певному місці.

## Протиракетна оборона в Японії
Передумови до введення
Коли 1993 року Північна Корея вийшла з Договору про нерозповсюдження ядерної зброї, Японія разом із США негайно почала розглядати питання про будівництво мережі протиракетної оборони. Для прикладу, через ракетну загрозу Японії з боку Північної Кореї, там було здійснено вивчення можливостей бортової радіолокаційної техніки, які відбувалися з 2010 по 2017 рік під назвою «Дослідження поєднаної сенсорної системи радіо та світлових хвиль (випробування системи давачів дальньої дії)». У межах цієї програми розроблялася встановлювана на літак сенсорна система, що виявляє цілі шляхом об'єднання даних, отриманих від радіохвиль (радар) і світлових хвиль (інфрачервоні промені).